# Миколай Вольський (охмістр)
Миколай Вольський гербу Півкозич (пол. Mikołaj Wolski; близько 1490 — між 1548 та 1550) — польський шляхтич, урядник, дипломат Королівства Польського, власник маєтків. Представник роду Вольських.

## Життєпис
Народився близько 1490 року. Син Міколая Вольського, каштеляна равського. Каспер Несецький у гербівнику 1743 року не вказує його батька і матері.
Закінчив Краківський університет. У 1503 році був прийнятий на службу до великого коронного канцлера Яна Ласького, якому завдячував подальшому кар'єрному зростанню. Став писарем канцелярії короля Александра, згодом перейшов до Угорщини на службу до угорського короля Ласло II Ягеллона, який доводився старшим братом Александрові. Згодом повернувся до Яна Ласького, який на той час вже став архієпископом Гнєзненським і примасом, главою католицької церкви Польщі.
У 1511—1512 відбув подорож до Єрусалиму, де вступив до Ордену Гробу Господнього Єрусалимського. Повернувшись до Польщі, завдяки Я.Лаському отримав від нового короля Зигмунта І Ягеллона (1506—1548) посаду каштеляна сохачевського, яка давала право на місце в Сенаті Речі Посполитої.
Взяв участь у війні з Московією і битві під Оршею у вересні 1514 року. Після того король Зиґмунт І Старий відправив його з дипмісією до Папи Лева Х. Брав участь у «Консіліум Латеранум».
9 травня 1518 року іменований охмістром королеви Бони (охмістр — управитель двору королеви, посада дорівнювала посаді надвірного коронного маршалка). У зовнішньополітичній діяльності був противником Габсбургів.
У 1534 р. викупив місто Підгайці з маєтками (Підгаєцьким ключем) в єпископа РКЦ Якуба Бучацького за 10 000 флоринів.
Також був каштеляном войніцьким, сохачевським, сандомирським; старостою Сяноцьким, віським, ломжинським, лянцкоронським. Як давній прихильник Ласького, Міколай Вольський був активним противником Габсбургів у зовнішній політиці Польщі.
Помер 18 травня 1548 р.

### Сім'я
У 1521 році одружився з родичкою Яна Ласького Анною з Глінок (пол. Anna Glinka), дочкою віського каштеляна. Завдяки цьому увійшов у близькі стосунки з першими родинами королівства. Діти:
- Станіслав — дідич Підгайців, каштелян бжезінський, равський, сандомирський, староста кшепицький, у 1563—1566 надвірний коронний маршалок, близький до короля Зиґмунта II Августа; підписав унію Освенцімського та Заторського князівств.
- Миколай (†1567)  — був пробощем Плоцька, у 1561—1562 біскуп-ординарій холмський, з 1562 — біскуп куявський. Був радником короля Зиґмунта Августа у закордонних справах.
- Зиґмунт — наймолодший, був каштеляном сандомирським, гродським старостою Варшави. Підтримував елекцію (вибір) французького принца Генріха Валуа на польський престол у 1572 році. Виступав за релігійну толерантність до протестантів. Був одружений з Варварою з Глібовичів; діти — Міколай — каштелян вітебський, дідич Кремінниці (ВКЛ), Казімєж, Марцін — підкоморій коронний.